# Vladímir Yúrovski
Vladímir Mijáilovich Yurovski (en ruso: Владимир Михайлович Юровский (pronunciaciónⓘ); Moscú, 4 de abril de 1972) es un director de orquesta ruso. Es hijo del director de orquesta Mijaíl Yurovski (1945) y nieto del compositor de música cinematográfica Vladímir Mijáilovich Yurovski (1915 - 1972). Su hermano pequeño, Dmitri Yurovski (1979) es también director de orquesta, con actividad principal en el Teatro Bolshói de Moscú.
Comenzó sus estudios en el Conservatorio de Moscú, pero en 1990, junto con toda su familia, se trasladó a Alemania, donde transcurría la carrera de director de su padre. Completó su formación en Dresde y Berlín, donde estudió dirección y composición. Su primera aparición en la escena internacional fue en el Wexford Festival Opera, en Irlanda, en 1995, dirigiendo La noche de mayo, de Nikolái Rimski-Kórsakov. Al año siguiente, volvió a actuar en el Festival con L'étoile du nord, de Meyerbeer, de la que se hizo grabación discográfica. En 1996, debutó en la Royal Opera House con Nabucco. En la temporada 1996/97, se incorpora a la compañía de la Ópera Cómica de Berlín, primero como asistente de Yakov Kreizberg, y, al año siguiente, como director principal, cargo en el que continuó hasta 2001. En 1998, participó en la primera temporada del rehabilitado Teatro Real de Madrid, con Turandot. Entre 2000 y 2003, fue principal director invitado en el Teatro Comunale de Bolonia.
A partir de enero de 2001, toma el puesto de director musical del Festival de Glyndebourne. Su debut con la Orquesta Filarmónica de Londres, orquesta residente del festival fue en diciembre de ese año, siendo nombrado director principal invitado en 2003. En ese mismo año, forma parte de la dirección de la Orquesta Nacional de Rusia, y de los Artistas Principales de la Orquesta de la Age of Enlightenment. Yurovski concluyó su mandato en Glyndebourne al final del año 2013.
Al inicio de la temporada 2007/2008, asumió el cargo de Director Principal de la Filarmónica de Londres, sucediendo a Kurt Masur.  Su contrato fue extendido por primera vez en 2010, y, de nuevo, en 2014, y se prolongará, al menos, hasta 2018.  Entre 2011 y 2021, fue también director principal de la Orquesta Sinfónica Académica Estatal de la Federación de Rusia. En Estados Unidos, debutó en el Metropolitan Opera en 1999, y desde 2005 mantiene una estrecha relación como director invitado con la Orquesta de Filadelfia.
A partir de septiembre de 2017, sucederá a Marek Janowski en el puesto de director musical de la Orquesta Sinfónica de Radio Berlín.
Desde 2021, Vladímir Yurovski es el director musical general de la Ópera Estatal de Baviera.